# Grimstad
Grimstad est une kommune portuaire norvégienne située dans le comté d’Agder et la région du Sørlandet. Elle comptait 18 740 habitants au 1er janvier 2004, pour une superficie de 303 km2, ce qui en fait la 50e ville la plus peuplée de Norvège.

## Nature et géographie

### Topographie
Le centre-ville de Grimstad est entouré de cinq collines : Binabben (qui domine la ville), Kirkeheia, Fløyheia, Møllerheia et Vardeheia. La municipalité possède également un archipel composé de nombreuses îles et îlots, petits et grands. La plus connue est Hesnesøya. L'écueil le plus éloigné de l'archipel s'appelle Brægen.
Grimstad est la ville norvégienne la plus proche du Danemark (Hirtshals), à une distance de 62,5 milles nautiques.

### Géologie
Le paysage de la commune est caractérisé dans une large mesure par le Raet, qui « marche sur la terre » à Hasseltangen et se poursuit à travers Fevik jusqu'à l'église de Fjære. Les matériaux meubles provenant de la grande moraine constituent la base de l'agriculture et de l'horticulture de Grimstad, ainsi que de l'établissement agricole historique de la municipalité.
Cette partie de l'Agder appartient au Bamblefeltt, dans le bouclier de socle sveconorvégien, et se compose de deux formations géologiques principales de roches protérozoïques formées au cours des chaînes de montagnes gothique et sveconorvégienne postérieure, avec un fort métamorphisme au cours de cette dernière. Un substrat d'ardoise, de quartzite, de marbre et d'amphibolite datant de 1 600 à 1 450 millions d'années, avec quelques gneiss à hornblende, et, au-dessus, des structures superficielles acides de granite et de granodiorite (datant respectivement de 1 250 à 1 000 millions d'années et, par endroits, de 1 550 à 1 480 millions d'années). Les plus jeunes formations sveconorvégiennes sont représentées par de plus grandes formations de granite. On y trouve également du gabbro et de la diorite, plus rarement de l'éclogite. Le plissement de la chaîne de montagnes calédonienne ne s'est pas étendu jusqu'ici. Les failles sont orientées dans le sens sud-ouest-nord-est.

### Protection de la nature
Grimstad possède plusieurs zones naturelles protégées. Le conseil municipal de Grimstad a acheté un grand nombre de ces îles et îlots pour en faire des zones de loisirs, comme Maløyene, Hampholmen et Teistholmen. En été, les bateaux y sont très actifs.
Hasseltangen, à l'ouest de Fevik, abrite la zone de conservation du paysage de Hasseltangen et la réserve naturelle de Søm-Ruakerkilen.

## Communautés

### Centres urbains de Grimstad
La zone urbaine de Grimstad comprend les zones centrales de la ville vers Vikkilen. Fevik, dans la partie orientale de la municipalité, a longtemps été considérée comme un centre urbain distinct par Statistics Norway. Les localités situées à partir de Vikkilen et vers l'est sont désormais contiguës à la municipalité d'Arendal et font partie du centre urbain d'Arendal.

### La population
La population est relativement jeune ; 25% des habitants ont moins de 18 ans, tandis que 4% ont 80 ans ou plus. Grimstad compte un total de 9 071 logements (2009), dont environ 77 % sont des maisons individuelles. 10 018 employés (2009) vivent à Grimstad, tandis que 8 275 ont leur lieu de travail à Grimstad, c'est-à-dire qu'une partie des employés travaillent en dehors de la municipalité. La ville elle-même comptait 14 390 habitants au 1er janvier 2023. 

## Histoire

### Âge du fer et âge des Vikings
Dans la zone du centre ville de Grimstad (sur la crête allant de Dømmesmoen à Vik), de nombreux monuments anciens datant de la période migratoire et de l'âge des Vikings ont été découverts.

### De la station balnéaire à la ville marchande
Grimstad est apparue au Moyen Âge comme une station balnéaire pour la ferme Grøm. La localité est mentionnée en 1528 et aurait été indiquée sur des cartes hollandaises au début du XVIIe siècle. En 1791, Grimstad est devenue un centre de tarification.
Le 10 août 1816, Grimstad obtient le statut de ville marchande, et le territoire ne compte alors que 217 da. Le 1er janvier 1878, la ville a été agrandie et sa superficie est passée à 668 da. Dans les années 1920, la nécessité d'une nouvelle extension de la ville s'est fait sentir, et après la Seconde Guerre mondiale, le besoin de nouveaux terrains est devenu si important que la municipalité a acheté des terrains voisins dans la commune de Fjære (« Fjære byggebelte »). Ces terrains ont été incorporés à la municipalité de Grimstad. Le 1er janvier 1960, la ville s'est à nouveau agrandie, sa superficie est passée à environ 1 910 hectares et sa population est passée de 2 254 à 2 625 habitants.
Le 1er janvier 1971, la municipalité de Fjære et la municipalité de Landvik ont été incorporées à Grimstad dans le cadre d'une fusion municipale, et la population est passée de 2 788 à 11 764 habitants.
Il reste plusieurs emplacements de canons et bunkers datant de la Seconde Guerre mondiale, lorsque les Allemands ont envahi Grimstad, notamment à Marivold et Fevik.
Grimstad possédait autrefois une gare ferroviaire, où une bibliothèque et un parc ont été construits sur le site de l'ancienne gare routière. Le chemin de fer de Grimstad allait de Grimstad à la gare de Rise (où il était relié au chemin de fer de Treungen). Le chemin de fer a été ouvert en 1907 et fermé en 1961.
Aujourd'hui, le centre-ville de Grimstad est caractérisé par de vieux bâtiments en bois et des rues étroites et pavées datant d'avant l'ère de la voiture. Une grande partie du centre-ville de Grimstad est inscrite par le Conseil du patrimoine national dans le registre NB !, une liste d'environnements urbains norvégiens qui présentent un intérêt national en matière de conservation culturelle et historique.

### Les guerres napoléoniennes
Pendant les guerres napoléoniennes (1803-1815), le Danemark et la Norvège étaient neutres, mais les Britanniques craignaient que la France de Napoléon Bonaparte ne s'empare de l'importante flotte dano-norvégienne. Les Danois refusant de remettre la flotte aux Britanniques, ces derniers attaquent Copenhague (Flåteranet) et s'emparent de la flotte. Les Danois sont tellement furieux qu'ils déclarent la guerre à la Grande-Bretagne et s'allient à son ennemi, la France.
En représailles, les navires britanniques imposent un blocus à la Norvège afin d'empêcher les céréales provenant du Jutland d'atteindre la Norvège.
Grimstad (alors Grømstad) était un port important du sud de la Norvège. Le célèbre poème d'Henrik Ibsen, Terje Vigen, raconte l'histoire de Terje Vigen ramant de la région de Grimstad vers le Danemark pour collecter des céréales, mais se faisant prendre sur le chemin du retour. On ne sait pas si Terje Vigen est fictif ou non. En 1811, la bataille s'est déroulée dans le port de Grimstad : un navire transportant des marchandises de Bergen à Flensburg a été repéré par la frégate britannique Venus au large de Homborsund. Le navire se met à l'abri dans le port de Grimstad. À Grimstad, les forces sont mobilisées avec des canons et des fusils. Cela a empêché le Venus de capturer le navire. Des soldats auraient été stationnés à Hesnes pendant les guerres napoléoniennes.
En 1808-1809, les Russes avaient pris la Finlande à la Suède (guerre de Finlande) et lorsque Jean Baptiste Bernadotte (futur Karl Johan) est devenu roi de Suède en 1810, il a promis aux Russes qu'ils garderaient la Finlande s'ils l'aidaient à obtenir la Norvège, qui dépendait du Danemark, lui-même allié de la France. Après 1812, la guerre a mal tourné pour les Français et les soldats de Karl Johan sont entrés au Danemark en 1813. Karl Johan bat les forces danoises et, le 14 janvier 1814, le traité de Kiel est signé. Elle stipule que le Danemark cède la Norvège à la Suède. Mais les Norvégiens se sont rebellés et ont rédigé une constitution. L'armée norvégienne, composée de 25 à 30 000 hommes, était inférieure aux Suédois dans tous les domaines, mais en contrepartie, elle avait une grande volonté de se battre, ce qu'elle a clairement démontré pendant la guerre. Néanmoins, la Norvège s'est rendue et, le 4 novembre 1814, elle est officiellement entrée dans l'union avec la Suède. Grømstad avait demandé à plusieurs reprises aux Danois le statut de ville, mais toutes les demandes avaient été rejetées. L'une des raisons était qu'Arendal ne voulait pas de concurrence. Cependant, maintenant que Grømstad est en territoire suédois, les choses changent. Une demande de statut de ville a été envoyée aux Suédois. Karl Johan signa pour que le centre de tarification s'appelle Grimstad, car il y avait eu une erreur d'écriture dans les documents, qui avait remplacé Grømstad par Grimstad. Mais les habitants de Grimstad s'en moquaient. Ils étaient heureux d'être une ville.

## Communauté

### Zone urbaine de Grimstad
La zone urbaine de Grimstad comprend les zones centrales de la ville vers Vikkilen. Fevik, dans la partie orientale de la municipalité, a longtemps été considérée comme un centre urbain distinct par Statistics Norway. Les localités situées à partir de Vikkilen et vers l'est sont désormais contiguës à la municipalité d'Arendal et font partie du centre urbain d'Arendal.

## Population
La population est relativement jeune ; 25% des habitants ont moins de 18 ans, tandis que 4% ont 80 ans ou plus. Grimstad compte un total de 9 071 logements (2009), dont environ 77 % sont des maisons individuelles. 10 018 employés (2009) vivent à Grimstad, tandis que 8 275 ont leur lieu de travail à Grimstad, c'est-à-dire qu'une partie des employés travaillent en dehors de la municipalité. La ville elle-même comptait 14 390 habitants au 1er janvier 2023. 

## Personnes liées à la ville

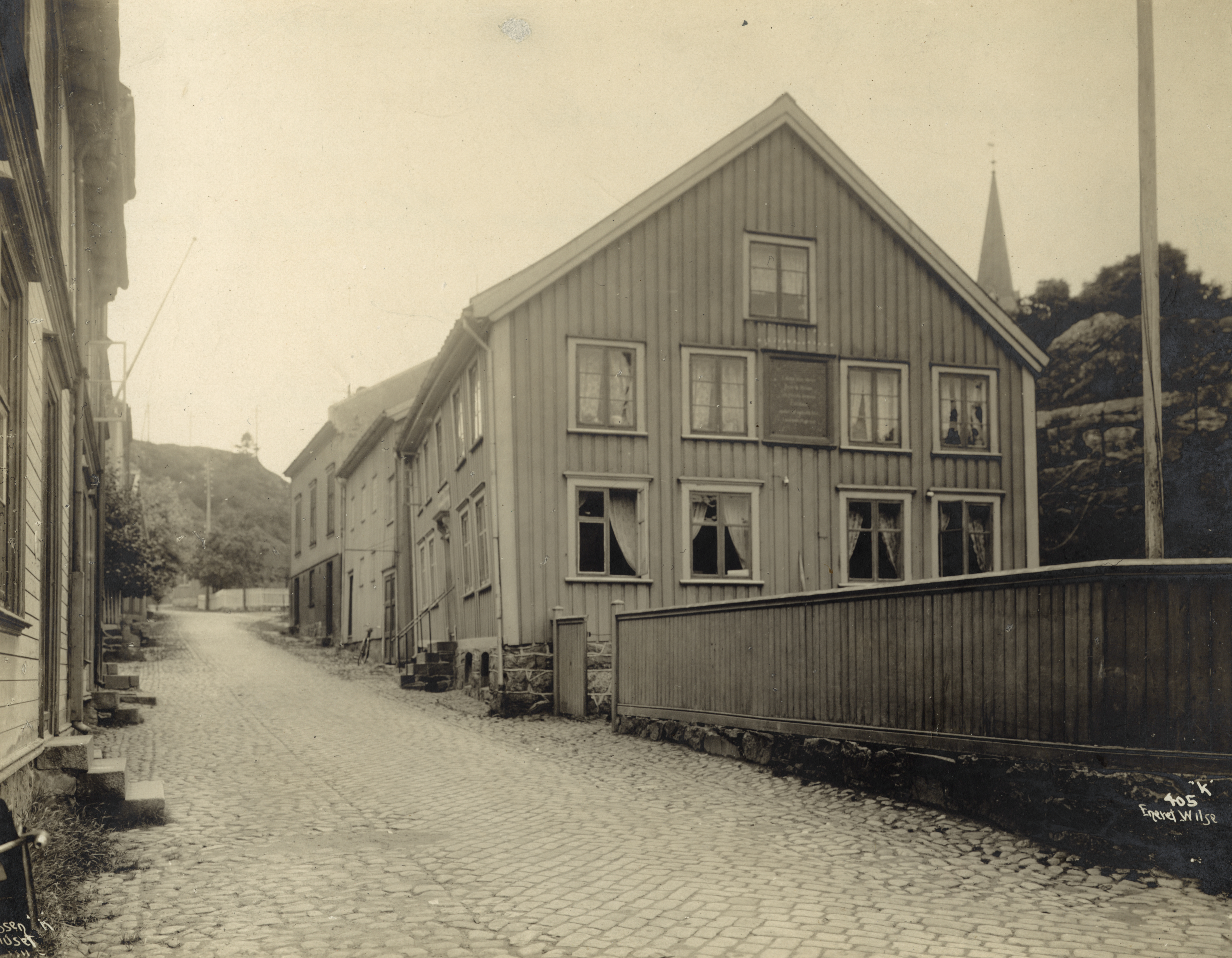
La maison de Ibsen.

- Henrik Ibsen (1828-1906) a été apprenti apothicaire à Grimstad de 1844 à 1850, alors qu'il avait entre 16 et 22 ans. C'est à Grimstad qu'il a écrit Catilina, son premier drame. L'Ibsenhuset de Grimstad (ouvert en 1909) fut sa maison à partir de 1847.
- Knut Hamsun (1859-1952) a vécu à la ferme de Nørholm de 1918 à 1952. Il a reçu le prix Nobel de littérature en 1920.
- Lillian Müller, Playmate de l'Année 1976, y est née.
- Thor Hushovd, coureur cycliste, y est né.
- Dag Otto Lauritzen, coureur cycliste, y est né.